# 愛知県立江南高等学校
愛知県立江南高等学校（あいちけんりつ こうなんこうとうがっこう）は、愛知県江南市北野町川石に所在する公立高等学校。

## 概要
1980年（昭和55年）開校。
名鉄犬山線江南駅東口からすぐの場所に所在し、江南市文化会館と江南中央公園に隣接している。正門から見ると校舎はグラウンドを挟んだ奥に建てられているため、正門から校舎まではやや距離がある。
犬山線沿線をはじめ小牧市や一宮市などからの通学者がいる。
進路としては、4年制大学への進学者が多い。

### 校訓
「学び・はげみ・学べ」

### 教育目標
「変化の激しい時代を生き抜く力を育む」

## 基礎データ

### 所在地
- 愛知県江南市北野町川石25-2

### アクセス
- 名鉄犬山線の江南駅から徒歩で約8分（約500m）。

### 象徴
校章
- 校章には「太陽のように無限のエネルギーと永遠に輝く大理想に励む」という意味が込めたデザインである。外円は、森羅万象に恵みを与える太陽を象徴して「こうなん」の「こ」をデザイン化している[4]。

## 学校行事
- 藤波祭（体育祭、文化祭）
- 球技大会
- 修学旅行
- 芸術鑑賞会

## 部活動

### 運動部
- 硬式野球部
- ソフトボール部
- サッカー部
- 新体操部
- 男子バレーボール部
- 女子バレーボール部
- 男子バスケットボール部
- 女子バスケットボール部
- 男子テニス部
- 女子テニス部
- 男子ハンドボール部
- 女子ハンドボール部
- 弓道部
- 卓球部
- 水泳部
- 陸上競技部
- 剣道部

### 文化部
- 吹奏楽部
- 筝曲部
- 英会話部
- 茶華道部
- 自然科学部
- 美術部
- 写真部
- 家庭科部

## 著名な出身者
- 松田亘哲 - 元プロ野球選手（中日ドラゴンズ）、現中部日本放送記者
- 原欣伸 - 第8代犬山市長、元愛知県議会議員、元犬山市議会議員